# جانيت بيرك
جانيت بيرك (بالإنجليزية: Janet Burke)‏ هي منافسة ألعاب القوى جامايكية، ولدت في 11 نوفمبر 1962.

## وصلات خارجية
- جانيت بيرك على موقع الاتحاد الدولي لألعاب القوى (الإنجليزية)
- جانيت بيرك على موقع أوليمبيديا (الإنجليزية)